# Късмет (теленовела)
Късмет (на испански: Golpe de suerte) е предстояща мексиканска теленовела, режисирана от Алехандро Гамбоа и Исаяс Гомес и продуцирана от Никандро Диас Гонсалес за ТелевисаУнивисион през 2023 г. Версията, разработена от Кари Фахер, е базирана на чилийската теленовела Ако бях богат от 2018 г., създадена от Родриго Куевас Гайегос.
Историята проследява живота на три семейства от различни социални класи, чийто живот се променя в деня, в който печелят джакпота от лотарията.
В главните роли са Майрин Вилянуева, Едуардо Яниес, Ева Седеньо, Гонсало Гарсия Виванко, Даниела Мартинес и Карлос Саид, а в отрицателните – Марджори де Соуса, Серхио Сендел, Мишел Гонсалес и Орасио Панчери.

## Сюжет
Семейство Перес се състои от Начо, съпругата му Лупита и децата им Уенди и Рони. Начо носи в сърцето си футболния отбор Тепорингос Неса, тъй като баща му е играл за него. Мечтата на Начо е да изведе отбора в първа дивизия и да го превърне в един от най-добрите футболни отбори в света.
Миранда е самотна майка, която се грижи за сина си Диего. Притеснен за икономическото състояние на семейството, Диего моли майка си да купи лотариен билет, за да си купят къща и да спрат да живеят на улицата.
Бренда Уриарте и нейният брат Тони искат да спрат да живеят под контрола на своята мащеха Констанса, но не могат да си получат наградата, тъй като са непълнолетни.
Трите семейства трябва да се справят с Данте Ферер, амбициозен и корумпиран финансов съветник, който е обсебен от кражбата на парите им.

## Актьори
- Майрин Вилянуева – Лупита Флорес де Перес
- Едуардо Яниес – Игнасио "Начо" Перес
- Серхио Сендел – Данте Ферер
- Ева Седеньо – Миранда Ортис
- Гонсало Гарсия Виванко – Тадео Мартинес
- Орасио Панчери – Факундо Грандинети
- Мишел Гонсалес – Роксана Лопес
- Рикардо Силва – Сесар Травен
- Алехандра Прокуна – Ирма
- Пиетро Ванучи – Адриан
- Маркос Монтеро – Хуан Руис Уерта
- Алекс де Марино – Бариенто
- Мая Мишалска – Констанса Рамос
- Даниела Мартинес – Бренда Уриарте
- Карлос Саид – Алан Монтес
- Елаин Аро – Сабрина Переа Рамос
- Марсело Барсело – Роналдо "Рони" Перес Флорес
- Таня Никол – Уенди Перес Флорес
- Диего Ескалона – Хосе Антонио "Тони" Уриарте
- Фернанда Флорес – Куки
- Камил Мина – Лусинда "Луси" Чавес
- Константино Гарсия – Диего Валарди Ортис
- Хосе Елиас Морено – Криспин Паломинос
- Марджори де Соуса – Ева Монтана
- Ана Берта Еспин – Дора вдовица де Флорес
- Ана Мартин

## Премиера
Премиерата на „Късмет“ е на 16 октомври 2023 г. по Las Estrellas. Последният 92. епизод е излъчен на 18 февруари 2024 г.
| Година    | Излъчване              | Брой епизоди | Премиера         | Премиера         | Финал            | Финал            |
| Година    | Излъчване              | Брой епизоди | Дата             | Зрители (в млн.) | Дата             | Зрители (в млн.) |
| --------- | ---------------------- | ------------ | ---------------- | ---------------- | ---------------- | ---------------- |
| 2023-2024 | понеделник-петък 20:30 | 92           | 16 октомври 2023 | 3.1              | 18 февруари 2024 | -                |

## Продукция

### Разработване
На 24 март 2023 г. е съобщено, че Никандро Диас Гонсалес започва предпродукция на теленовелата с кастинг. През април 2023 г. е потвърдено, че теленовелата ще бъде версия за мексиканската публика на чилийската теленовела от 2018 г. Ако бях богат. На 1 юни 2023 г. е проведена пресконференция, на която са представени трите водещи двойки и злодеите в историята, а също и официалното заглавие на теленовелата. Версията е разработена от Кари Фахер, с допълнителни диалози от Рубен Нуниес и литературна редакция от Пилар Педроса, като са потвърдени 87 епизода.

### Избор на актьорския състав
На 24 март 2023 г. — точно в началото на предварителната продукция на теленовелата — е обявено, че Орасио Панчери е първият, преминал кастинг тестовете. На 1 юни 2023 г. трите водещи двойки са представени на пресата: Майрин Вилянуева и Едуардо Яниес, Ева Седеньо и Гонсало Гарсия Виванко, Даниела Мартинес и Карлос Саид, заедно със Серхио Сендел, Марджори де Соуса, Мишел Гонсалес и Орасио Панчери като антагонистите в историята. На 16 юни 2023 г. към актьорския състав се присъединява Мая Мишалска, чието последно участие в теленовела е от 2017 г. в Мое мило проклятие. На 13 август 2023 г. е публикуван списък на потвърдения основен актьорски състав, включително Хосе Елиас Морено и Ана Берта Еспин. На 21 септември 2023 г. е потвърдено участието на Ана Мартин в теленовелата.   

## Версии
- Ако бях богат (оригинална история), чилийска теленовела от 2018 г., режисирана от Виктор Уерта, Матиас Стагнаро и Енрике Браво и продуцирана от Патрисио Лопес за канал Мега, с участието на Гонсало Валенсуела, Мария Грасия Омегна, Хорхе Сабалета, Мариана Лойола и Даниел Муньос.